# Test de sarcină

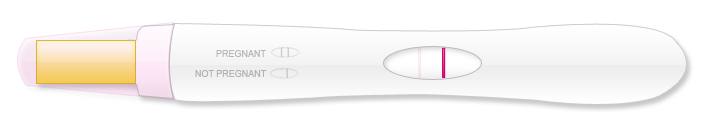
Test de sarcină

Un test de sarcină încearcă să determine dacă o femeie este gravidă sau nu. Sângele și urina conțin anumiți indicatori, iar testele de sarcină necesită prelevarea unei probe din una din aceste substanțe. Testul de sarcină măsoară în primul rând cantitatea hormonului gonadotropină corionică umană (hCG) – hormon care circulă în corpul unei femei în timpul sarcinii.
Hormonul hCG, cunoscut și sub numele de „hormonul sarcinii”, este produs de celulele care formează placenta și care au rolul de a furniza hrană embrionului. Deși este un marker de încredere în detectarea sarcinii, acesta nu poate fi detectat decât după ce are loc implantarea. Rezultatul testului de sarcină poate fi negativ dacă acesta este făcut în stadiile incipiente ale sarcinii. Acest hormon poate fi prezent în sânge și urină în aproximativ 10-14 zile de la concepție și rezistă în corp între 8 și 12 săptămâni de gestație.  
Ecografia ultrasonografică poate fi, de asemenea, utilizată pentru a detecta sarcina. Aceasta a fost practicată pentru prima dată în anii 1960, iar primul kit de testare pentru hCG a fost inventat în 1968. Kiturile au intrat pe piață în Statele Unite și Europa la mijlocul anilor '70.

## Tipuri
Un test de sarcină se poate realiza în două moduri: prin testarea urinei sau a sângelui. 
Testul de urină poate fi efectuat de către oricine chiar și la domiciliu. Acest tip de test poate fi realizat prin colectarea urinei într-un recipient steril și înmuiarea bățului de testare în urină sau prin plasarea urinei direct pe test, cu ajutorul unei pipete, producând astfel un rezultat chimic în aproximativ 1-2 minute. 
Testele de sarcină prin analiza de sânge conțin două forme de testare: cantitativă și calitativă hCG. Un test de sânge cantitativ este utilizat pentru a măsura cantitatea de hCG prezentă în sânge, în timp ce testul calitativ verifică prezența hormonilor hCG din sânge. Acest tip de test poate detecta începutul de sarcină și are capacitatea de a măsura concentrația de hCG, însă timpul de așteptare al rezultatului este mai lung, deoarece testele de sarcină prin analiza sângelui pot fi realizate doar în cabinete medicale.

## Acuratețe
Conform unei recenzii sistematice publicată în 1998, kiturile de testare a sarcinii la domiciliu, atunci când sunt utilizate de tehnicieni experimentați, sunt aproape la fel de exacte ca și testele profesionale de laborator. Utilizarea lor la momentul potrivit și în mod corect, a determinat o acuratețe de aproximativ 97%. Cu toate acestea, atunci când sunt utilizate de către consumatori, precizia lor scade la 75%. Acest rezultat, așa cum au remarcat autorii recenziilor, s-a datorat faptului că mulți utilizatori au înțeles greșit sau nu au respectat instrucțiunile incluse în kituri. Chiar și utilizarea incorectă a unui test de sarcină poate conduce la un rezultat fals.
Dacă după realizarea unui astfel de test rezultatul este negativ, dar există simptome de sarcină, este recomandat să se repete testul de sarcină peste o săptămână sau să se facă o vizită la medicul ginecolog pentru a se realiza fie un test de sarcină prin analiza sângelui, fie o ecografie transvaginală după 3 săptămâni de întârziere a ciclului menstrual, pentru a confirma sau a infirma prezența sarcinii.

### Rezultate Fals-Pozitive
Un rezultat fals-pozitiv indică de regulă, prezența unei sarcini. Există însă și situații în care, probleme de sănătate precum tumorile ovariene, boli ale ficatului sau ale rinichilor sau avortul spontan pot determina apariția unui rezultat fals-pozitiv. Rezultatele testului fals-pozitiv pot să apară din mai multe motive, incluzând erorile aplicării testului, utilizarea medicamentelor care conțin molecula hCG și producția non-gravidă a moleculei hCG. Testele pe urină pot fi fals-pozitive la cei care iau medicamente precum: clorpromazină, fenotiazină și metadonă. Femeile care realizează un tratament cu hormoni HCG pentru stimularea ovulației sau aflate în perimenopauză (înregistrează nivele crescute ale hormonului hCG), pot avea rezultate fals-pozitive la testul de sarcină.

### Rezultate Fals-Negative
Rezultatele fals-negative pot apărea atunci când testarea este efectuată prea devreme. Testele de sânge cantitative și cele mai sensibile teste de urină încep de obicei să detecteze hormonul hCG la scurt timp după implantare, care poate apărea oricând între 6 și 12 zile după ovulație. Nivelurile hormonului hCG continuă să crească în primele 20 de săptămâni de sarcină, astfel încât șansele unui rezultat fals-negativ se diminuează cu timpul.  Testele de urină mai puțin sensibile și testele sanguine calitative  nu pot detecta sarcina până la trei sau patru zile după implantare. Menstruația are loc, în medie, la 14 zile după ovulație, astfel încât probabilitatea unui rezultat fals-negativ este scăzută odată cu întârzierea perioadei menstruale.
Un rezultat fals-negativ indică, de cele mai multe ori, inexistența unei sarcini. Pot apărea rezultate negative din cauza faptului că testul nu a fost făcut corect, a fost făcut prea devreme sau urina folosită a fost prea diluată. De asemenea, testele de sarcină care nu sunt suficient de sensibile la prezența hormonului hCG, pot oferi un rezultat fals-negativ. Chiar și urina colectată cu prea mult timp înainte de efectuarea testului (cu mai puțin de 30 minute) poate determina apariția unui rezultat fals-negativ.

## Istoric
Primele încercări de testare a sarcinii datează încă din Grecia Antica si din Egiptul Antic. Egiptenii foloseau urina unei femei posibil însărcinate pentru a umezi sacii de grâu sau orz. Germinarea era indicatorul sarcinii, iar categoria de cereale care a încolțit era folosită ca indicator al sexului copilului. 
Selmar Ascheim și Bernhard Zondek au introdus, în 1928,  testul de sarcină bazat pe prezența hormonului hCG. Doi ani ai târziu, Georgeanna Jones a descoperit ca hCG era produs de placentă. Această descoperire a fost importantă deoarece hCG putea indica sarcina încă din stadiile incipiente. Testele lui Ascheim și Zondek se realizeau cu ajutorul  unei femele infantile de șobolan, care era injectată cu urina persoanei testate, și presupuneau uciderea și disecția animalului. Prezența ovulației indica faptul că urina conținea hCG și că astfel persoana este însărcinată. Mai târziu, Lancelot Hogben a introdus teste îmbunătățite care se realizau pe femelele broască. Acestea erau injectate cu urină și permiteau animalului să rămână în viață, iar ca testul să fie declarat pozitiv, broasca trebuia să depună ouă în următoarele 24 de ore.
Teste de sarcină hormonale precum „Primodos” și „Dougynon” erau deja folosite în anii 1960 și 1970 în Regatul Unit și în Germania. Aceste teste presupuneau administrarea unor doze de hormoni și observarea, în zilele următoare, dacă exista o hemoragie indusă. 
Testele de sarcină imunologice au fost introduse în anul 1960 de către Wide și Gemzell. Aceștia au prezentat un test bazat pe inhibarea de hemaglutinare in-vitro. Acest tip de test a adus o serie de îmbunătățiri testării de sarcină, care au condus spre testele contemporane realizate la domiciliu. Descoperirea anticorpilor monoclonali din 1970 a condus la dezvoltarea unei imunologii relativ simple și ieftine precum testele pe bază de inhibare de aglutinare sau „sandwich-ul” ELISA, folosite în testele de sarcină pentru acasă.
Primul kit de testare a sarcinii la domiciliu, folosind testarea hCG, a fost inventat de Margaret Crane, în 1968, în New York. Trusele au intrat pe piețele din SUA și Europa la mijlocul anilor 1970. Un alt kit de testare a sarcinii la domiciliu s-a bazat pe munca lui Judith Vaitukaitis și a lui Glenn Braunstein, care a dezvoltat un test sensibil la hCG. Acest test a intrat pe piață în 1978.